# Eulithis tertrivia
Eulithis tertrivia là một loài bướm đêm trong họ Geometridae.